# Billedtekst
En billedtekst er en tekst som skrives – typisk – under et billede i, fx en artikel . Teksten giver oftest en kort beskrivelse af selve billedet, hvor det er fra og hvem der har taget billedet samt eventuel oplysning om ophavsret. Billedteksten kan også bruges til at fortælle læseren hvad hun skal lægge mærke til på billedet.